# Маленька принцеса (фільм, 1939)
«Маленька принцеса» (The Little Princess) — фільм 1939 року.

## Зміст
Батько Сари вирушає воювати і залишає її вчитися у школі для шляхетних дівчат. Вона швидко пристосувалася до нового оточення і стала загальною улюбленицею. Та от з фронту приходить похоронка, а пізніше виявляється, що спадок героїні більш, ніж скромний. І ось на Сару чекає новий етап дорослішання, у якому їй доведеться пізнати всі тяготи бідності, але, зрештою, особисті якості дівчини допоможуть їй знову влаштувати своє життя.

## У ролях
- Ширлі Темпл
- Річард Грін
- Аніта Луіз
- Іен Гантер
- Сізар Ромеро
- Артур Трічер
- Мері Неш
- Сібіл Джейсон
- Майлз Мендер
- Марсія Мей Джонс